# 탁장제
탁장제(卓長濟, 1911년 6월 17일 ~ ?)은 대한민국의 초대 통계국장이다. 본관은 광산(光山)이고, 본적은 평안북도 정주군 출신이다.

## 학력
- 일본 소압고등상업학교(巢鴨高等商業學校)
- 평양사범학교 졸업
- 독일 뮌헨 대학교 경제학부

## 경력
- 미군정청 농무부 수산국 서무과장
- 1946년 농림부 수산국 서무과장
- 1948년 6월 조흥은행 전무
- 1950년 상공부 총무과장
- 1951년 8월 23일 ~ 1955년 2월 16일 공보처 통계국장
- 1955년 2월 17일 ~ 1955년 6월 11일 내무부 통계국장

## 참고
- 탁장제 - 국사편찬위원회